# Jacob Juul Gliese
 Der er for få eller ingen kildehenvisninger i denne artikel, hvilket er et problem. Du kan hjælpe ved at angive troværdige kilder til de påstande, som fremføres i artiklen.

Jacob Gliese (født 15. juli 1972) er tidligere dansk mester og landsholdsløber på 800m og løb for Sparta Atletik. I sine 800m dage i 90’erne var han træningskammerat med bl.a. Robert Kiplagat og Wilson Kipketer. Jacob Gliese blev trænet af den tidligere landstræner i mellemdistanceløb Thomas Nolan.
Jacob Gliese var med til at starte Kaiser Sport & Ortopædi op i 1999. Han har arbejdet for New Balance og er tidligere Nordic Running Manager for PUMA. Han var Global Sales Manager i startup virksomheden SHFT, der var first mover i den globale løbeverden indenfor registrering af kroppens løbe metrikker.
Han er grundlægger og idémanden bag træningsvirksomheden Running26, hvor han trænede toppen af dansk erhvervsliv til gennemførelse af diverse halv- og marathons verden over. 
Han er anerkendt kommentator og atletikekspert på Eurosport / Discovery.
Han var medvært i TV2 Sports motionsmagasin "Alt om Løb" sammen med Lars Græsborg Mathiasen, hvor de guidede seerne igennem udstyr, teknik, kost, fysik og meget mere.

## Danske mesterskaber
- Guld 2000 800 meter inde 1:53,24
- Sølv 1999 800 meter 1:58,86
- Guld 1999 800 meter inde 1:54,22
- Guld 1999 1500 meter inde 3:50,80
- Guld 1998 800 meter 1:51,83
- Guld 1998 800 meter inde 1:53,50
- Sølv 1996 800 meter inde 1:53,60

## Personlige rekorder
- 800 meter inde: 1:50,79
- 800 meter ude: 1.50.29